# Pozuelo de Tábara
Pozuelo de Tábara es una localidad y municipio español de la provincia de Zamora y de la comunidad autónoma de Castilla y León.
"El Tafarrón" es el personaje central, cada 26 de diciembre, de la fiesta de San Esteban. Este personaje ha hecho que este pueblo haya adquirido una notable fama más allá de su área comarcal propia, siendo una de las principales eventos festivos y tradicionales de la provincia de Zamora.

## Geografía física
Pozuelo se encuentra situado a una distancia de 36 km de Zamora, la capital provincial. Su término municipal se encuentra situado a una altitud media de en torno a los 702 metros y cuenta con una superficie de 25,39 km².

## Historia
Durante la Edad Media Pozuelo quedó integrado en el Reino de León, cuyos monarcas habrían acometido la repoblación de la localidad dentro del proceso repoblador llevado a cabo en la zona,  quedando integrado desde su creación en 1371 en el señorío de Tábara, posterior Marquesado de Távara.
Dada su pertenencia al señorío tabarés, durante la Edad Moderna Pozuelo de Tábara estuvo integrado asimismo en el partido de Tábara de la provincia de Zamora, tal y como reflejaba en 1773 Tomás López en Mapa de la Provincia de Zamora. Así, al reestructurarse las provincias y crearse las actuales en 1833, la localidad se mantuvo en la provincia zamorana, dentro de la Región Leonesa, integrándose en 1834 en el partido judicial de Alcañices, dependencia que se prolongó hasta 1983, cuando fue suprimido el mismo e integrado en el partido judicial de Zamora.

## Geografía humana

### Demografía
Cuenta con una población de 145 habitantes (INE 2024).
| Gráfica de evolución demográfica de Pozuelo de Tábara entre 1842 y 2021 |
| |
| Población de derecho según los censos de población del INE Población de hecho según los censos de población del INEEntre el censo de 1940 y el anterior, aparece este municipio porque se segrega del municipio 49133 (Moreruela de Tábara) Entre el censo de 1857 y el anterior, este municipio desaparece porque se integra en el municipio 49133 (Moreruelo de Tábara) |

| 286                        | 258 | 227 | 213 | 177 | 164 |
| (Fuente: [cita requerida]) |     |     |     |     |     |

## Patrimonio
- Iglesia de San Juan. Ha experimentado importantes remodelaciones evidenciadas en el perfil del remate de su espadaña o el pórtico de entrada mientras del interior destaca el retablo mayor de estilo barroco.

- Arquitectura rural. Construida en piedra, madera y sobre todo adobe, materiales autóctonos en la comarca, aún son visibles restos de viviendas típicas, palomares, chimeneas, cercados o uno de los puentes -el único antiguo-, sin olvidar fuentes, detalles en rejería y elementos típicos de una socioeconomía agrícola y ganadera.

## Gastronomía
Ofrece lo mejor de la comarca, un estilo popular de cocina con cocido, sopas de ajo, arroz a la zamorana, legumbres y guisos o asados, carnes de ternera, cordero, de caza, cabrito, setas, embutidos, quesos, o productos hortofrutícolas aderezados con una variada gama de repostería tradicional.

## Fiestas
San Juan, el 24 de junio, y San Esteban, el 26 de diciembre. Durante esta última fiesta aparece "El Tafarrón", personaje central de este día festivo y que representa al diablo. Se caracteriza por llevar un traje de pajas, ceñido con un cinturón del que cuelgan varios cencerros. Porta una careta negra con coloretes rojos, orejas secas de liebre y bigotes de pelo de caballo o burro. En sus manos suele llevar un cazo y una pelota de trapo atada a un palo decorado con cintas.